# Tóc em chưa úa nắng hè
Tóc em chưa úa nắng hè (tiếng Thụy Điển: Hon dansade en sommar / Nàng chỉ khiêu vũ một mùa hè thôi) là một phim trữ tình do Arne Mattsson đạo diễn, phát hành lần đầu ngày 17 tháng 12 năm 1951.

## Nội dung
Truyện phim phỏng theo tiểu thuyết Khiêu vũ mùa hè (Sommardansen) của tác gia Per Olof Ekström.
Một mùa hè nào đó, chàng sinh viên Göran (Folke Sundquist) về miền quê xa đã phải lòng thôn nữ Kerstin (Ulla Jacobsson). Nhưng mối tình của họ phải vượt qua những người thân hà khắc và cả vị linh mục già thủ cựu.

## Kĩ thuật

### Sản xuất
- Âm nhạc: Sven Sköld
- Âm thanh: Olle Jacobsson
- Thiết kế: Bibi Lindström

### Diễn xuất
- Ulla Jacobsson... Kerstin
- Folke Sundquist... Göran
- Edvin Adolphson... Anders Persson
- Irma Christenson... Sigrid
- John Elfström... Vicar
- Nils Hallberg... Nisse
- Gunvor Pontén... Sylvia
- Berta Hall... Anna

## Ảnh hưởng

### Quốc tế
Bộ phim đã gây ra nhiều tranh cãi, vì một cảnh bơi khỏa thân và một cảnh tình yêu bao gồm cận cảnh bộ ngực của Ulla Jacobsson, cũng như việc bộ phim miêu tả một linh mục địa phương là nhân vật phản diện chính. Vì vậy, bất chấp các giải thưởng của nó, bộ phim đã bị cấm ở Tây Ban Nha và một số quốc gia khác, và không được phát hành tại Hoa Kỳ cho đến năm 1955.

### Việt Nam
Bộ phim khai mạc khán giả Việt Nam tại rạp Ciro's (nay là rạp Kim Đồng) Hà Nội năm 1952 với nhan đề Elle n'a dansé qu'un seul été và Tóc em chưa úa nắng hè, phụ đề Pháp ngữ, xuất xứ bị hiểu lầm là Na Uy. Trùng thời điểm đó, nhạc sĩ Phạm Mạnh Cương đang lưu học tại Cao đẳng Sư phạm và Đại học Văn khoa, ông đã ghi lại cảm tưởng để 20 năm sau sáng tác nhạc phẩm trùng tên.
| “                 | Một chuyện tình bên hồ, trong ánh-sáng lung-linh hớn-hở, để tắt trong mây thu, của đôi thanh-niên thiếu-nữ băng khỏi thời-gian sống trong cung đàn âu-yếm để tỉnh giấc trong tục-lụy và nàng xa cõi thế. Một tác-phẩm Na-uy rất trẻ-trung tươi-sáng trong nền tư-tưởng quốc-tế, đánh dấu một nghệ-thuật đã từng làm súc-cảm bao tấm lòng cằn-cỗi. Một bản nhạc, một lời du, một áng mây, một bài thơ: Tóc em chưa úa nắng hè - Elle n'a dansé qu'un seul été. Kiệt tác-phẩm Na-uy, giải thưởng quốc-tế 1950 về cốt truyện. Với Ulla Jacobsson, Folke Sundquist... | ” |
| — Tư liệu báo-chí | |   |

## Vinh danh
Chiến thắng
- 2nd Berlin International Film Festival - Golden Bear[3]
- 1952 Cannes Film Festival - Best Music.[4]

Đề cử
- 1952 Cannes Film Festival - Palme d'Or[4]